# Elvis’ Christmas Album
Elvis’ Christmas Album (englisch für „Elvis’ Weihnachtsalbum“) ist ein Weihnachtsalbum des US-amerikanischen Sängers Elvis Presley und erschien am 15. Oktober 1957 über das Label RCA Records. Mit rund 20 Millionen verkauften Exemplaren zählt es zu den weltweit meistverkauften Musikalben und ist das erfolgreichste Weihnachtsalbum der Geschichte.

## Inhalt und Produktion
Elvis’ Christmas Album enthält sowohl Coverversionen bekannter Weihnachtslieder, wie Silent Night und White Christmas, als auch neue Songs, wie Santa Claus Is Back in Town und Santa Bring My Baby Back (to Me). Das Album wurde von dem US-amerikanischen Musikproduzenten Stephen H. Sholes produziert.

## Covergestaltung
Das Albumcover zeigt ein Foto von Elvis Presleys Gesicht zwischen verschiedenen Weihnachtsgeschenken und Christbaumkugeln. Im oberen Bildteil befindet sich der weiße Schriftzug Elvis’ Christmas Album. Der Hintergrund ist rot gehalten.

## Titelliste
| #  | Titel                                                | Länge |
| -- | ---------------------------------------------------- | ----- |
| 1  | Santa Claus Is Back in Town                          | 2:24  |
| 2  | White Christmas                                      | 2:24  |
| 3  | Here Comes Santa Claus (Right Down Santa Claus Lane) | 1:55  |
| 4  | I’ll Be Home for Christmas                           | 1:55  |
| 5  | Blue Christmas                                       | 2:08  |
| 6  | Santa Bring My Baby Back (to Me)                     | 1:53  |
| 7  | O Little Town of Bethlehem                           | 2:37  |
| 8  | Silent Night                                         | 2:23  |
| 9  | (There’ll Be) Peace in the Valley (for Me)           | 3:20  |
| 10 | I Believe                                            | 2:04  |
| 11 | Take My Hand, Precious Lord                          | 3:19  |
| 12 | It Is No Secret (What God Can Do)                    | 3:48  |

## Kommerzieller Erfolg
| Professionelle Bewertungen | Professionelle Bewertungen |
| -------------------------- | -------------------------- |
| Kritiken                   |                            |
| Quelle                     | Bewertung                  |
| allmusic                   | [ 2 ]                      |
| Rolling Stone              | [ 3 ]                      |

### Chartplatzierungen

#### Album
Elvis’ Christmas Album erreichte am 21. Dezember 1957 die Spitze der US-amerikanischen Albumcharts, auf der es sich vier Wochen lang hielt. Insgesamt konnte es sich 16 Wochen in den Charts halten. Im Vereinigten Königreich belegte das Album Platz zwei und hielt sich elf Wochen in den Charts. Zudem stieg es am 31. Dezember 2021 für eine Woche auf Rang 94 in die deutschen Albumcharts ein und erreichte am 27. Dezember 2024 Platz 43.
| Periode   | Höchstplatzierung, GesamtwochenChartplatzierungen (Periode, Platzierungen, Wochen) | Höchstplatzierung, GesamtwochenChartplatzierungen (Periode, Platzierungen, Wochen) | Höchstplatzierung, GesamtwochenChartplatzierungen (Periode, Platzierungen, Wochen) | Höchstplatzierung, GesamtwochenChartplatzierungen (Periode, Platzierungen, Wochen) | Höchstplatzierung, GesamtwochenChartplatzierungen (Periode, Platzierungen, Wochen) |
| Periode   | DE                                                                                 | AT                                                                                 | CH                                                                                 | UK                                                                                 | US                                                                                 |
| --------- | ---------------------------------------------------------------------------------- | ---------------------------------------------------------------------------------- | ---------------------------------------------------------------------------------- | ---------------------------------------------------------------------------------- | ---------------------------------------------------------------------------------- |
| 1957/58   | —                                                                                  | —                                                                                  | —                                                                                  | UK2 (6 Wo.)UK                                                                      | US1 (7 Wo.)US                                                                      |
|           |                                                                                    |                                                                                    |                                                                                    |                                                                                    |                                                                                    |
|           |                                                                                    |                                                                                    |                                                                                    |                                                                                    |                                                                                    |
| 1960/61   | —                                                                                  | —                                                                                  | —                                                                                  | —                                                                                  | US33 (1 Wo.)US                                                                     |
| 1961/62   | —                                                                                  | —                                                                                  | —                                                                                  | —                                                                                  | US149 (2 Wo.)US                                                                    |
| 1962/63   | —                                                                                  | —                                                                                  | —                                                                                  | —                                                                                  | US59 (4 Wo.)US                                                                     |
|           |                                                                                    |                                                                                    |                                                                                    |                                                                                    |                                                                                    |
|           |                                                                                    |                                                                                    |                                                                                    |                                                                                    |                                                                                    |
| 1971/72   | —                                                                                  | —                                                                                  | —                                                                                  | UK7 (5 Wo.)UK                                                                      | —                                                                                  |
|           |                                                                                    |                                                                                    |                                                                                    |                                                                                    |                                                                                    |
|           |                                                                                    |                                                                                    |                                                                                    |                                                                                    |                                                                                    |
| 1985/86   | —                                                                                  | —                                                                                  | —                                                                                  | —                                                                                  | US178 (2 Wo.)US                                                                    |
|           |                                                                                    |                                                                                    |                                                                                    |                                                                                    |                                                                                    |
|           |                                                                                    |                                                                                    |                                                                                    |                                                                                    |                                                                                    |
| 2021/22   | DE94 (1 Wo.)DE                                                                     | —                                                                                  | CH47 (1 Wo.)CH                                                                     | —                                                                                  | —                                                                                  |
| 2022/23   | DE60 (1 Wo.)DE                                                                     | AT52 (1 Wo.)AT                                                                     | CH41 (1 Wo.)CH                                                                     | —                                                                                  | —                                                                                  |
| 2023/24   | DE45 (1 Wo.)DE                                                                     | AT54 (1 Wo.)AT                                                                     | CH20 (1 Wo.)CH                                                                     | UK83 (1 Wo.)UK                                                                     | US28 (1 Wo.)US                                                                     |
| 2024/25   | DE43 (1 Wo.)DE                                                                     | AT41 (1 Wo.)AT                                                                     | CH14 (1 Wo.)CH                                                                     | UK85 (1 Wo.)UK                                                                     | —                                                                                  |
| Insgesamt | DE43 (4 Wo.)DE                                                                     | AT41 (3 Wo.)AT                                                                     | CH14 (4 Wo.)CH                                                                     | UK2 (13 Wo.)UK                                                                     | US1 (17 Wo.)US                                                                     |

grau schraffiert: keine Chartdaten aus diesem Jahr verfügbar

#### Singles
Als erste Single des Albums erschien am 11. November 1957 der Song Santa Bring My Baby Back (to Me), der Platz sieben der britischen Charts erreichte. Jahre später wurden auch die Lieder Blue Christmas und Santa Claus Is Back in Town ausgekoppelt, die Rang elf bzw. 41 im Vereinigten Königreich belegten.

### Auszeichnungen für Musikverkäufe
Elvis’ Christmas Album wurde, inklusive Wiederveröffentlichungen, in den Vereinigten Staaten für mehr als 13 Millionen verkaufte Einheiten mit einer 13-fachen Platin-Schallplatte (entspricht Diamant und dreimal Platin) ausgezeichnet. Mit weltweit rund 20 Millionen Verkäufen zählt es zu den meistverkauften Musikalben und ist das erfolgreichste Weihnachtsalbum der Geschichte.
| Land/Region                  | Auszeichnungen für Musikverkäufe (Land/Region, Auszeichnung, Verkäufe) | Verkäufe   |
| ---------------------------- | ---------------------------------------------------------------------- | ---------- |
| Kanada (MC)                  | Platin                                                                 | 100.000    |
| Vereinigte Staaten (RIAA)    | 3× Platin (Original) · + Diamant                                       | 13.000.000 |
| Vereinigtes Königreich (BPI) | Silber · + Silber (Release Oktober 1999)                               | 120.000    |
| Insgesamt                    | 2× Silber · 4× Platin · 1× Diamant ·                                   | 13.220.000 |

Hauptartikel: Elvis Presley/Auszeichnungen für Musikverkäufe